# Nychiodes farinosa
Nychiodes farinosa là một loài bướm đêm trong họ Geometridae.